# Porcs espins del Vell Món
Els porcs espins del Vell Món (Hystricidae) són grans rosegadors terrestres, caracteritzats per la cobertura de punxes que els dona nom. Viuen al sud d'Europa, gran part d'Àfrica, l'Índia i la Insulíndia tan a l'est fins a Borneo. Tot i que tant els porcs espins del Vell Món i els porcs espins del Nou Món pertanyen a l'infraordre dels histricògnats del vast ordre dels rosegadors, són bastant diferents i no tenen una relació estreta.